# Gasterophilus meridionalis
Gasterophilus meridionalis är en tvåvingeart som först beskrevs av Pillers och Evans 1926.  Gasterophilus meridionalis ingår i släktet Gasterophilus och familjen styngflugor. Inga underarter finns listade i Catalogue of Life.